# Euphorbia franchetii
Euphorbia franchetii är en törelväxtart som beskrevs av Boris Fedtjenko. Euphorbia franchetii ingår i släktet törlar, och familjen törelväxter. Inga underarter finns listade i Catalogue of Life.